# Ruhender Verkehr (Plastik)

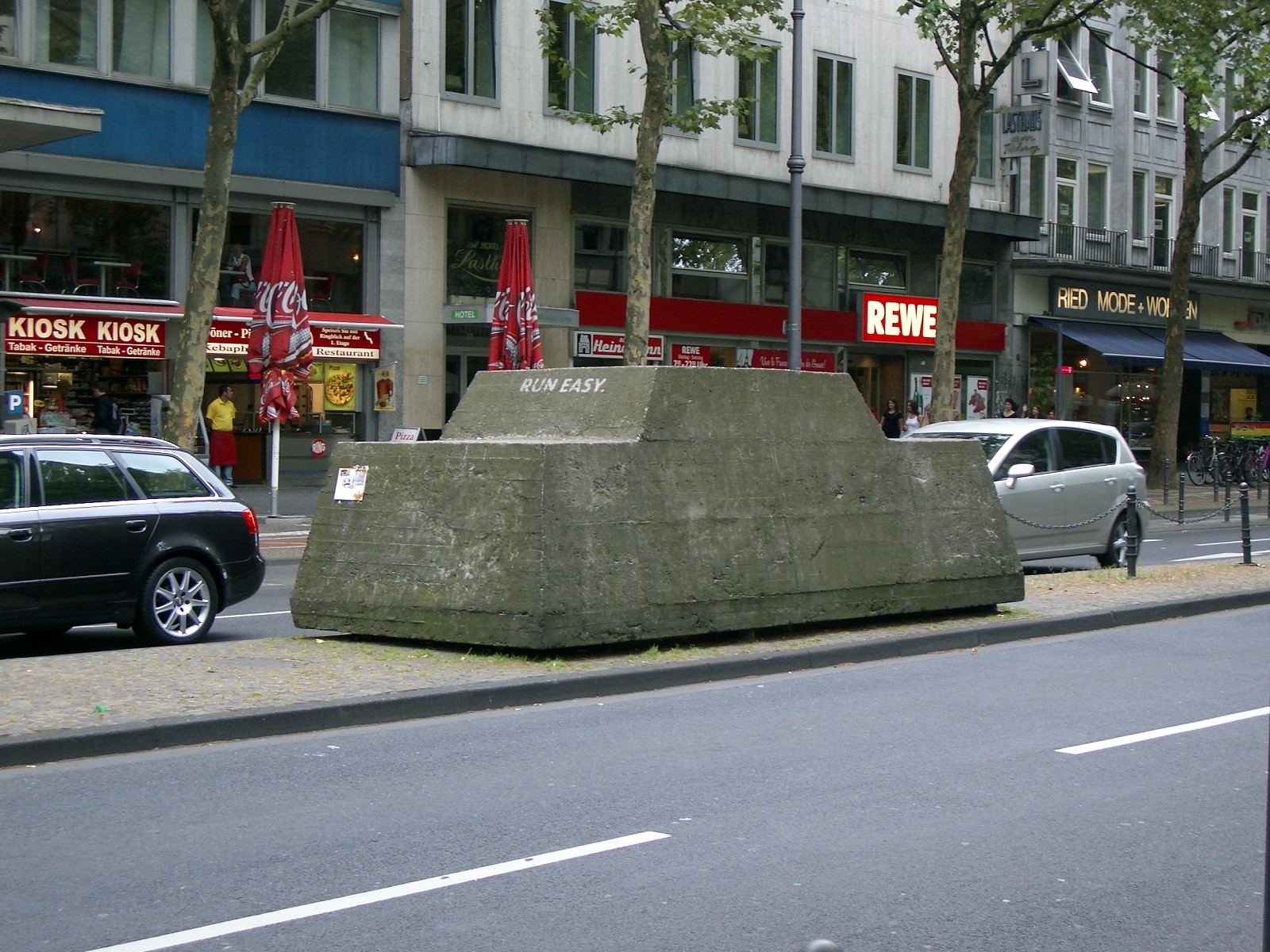
Ruhender Verkehr

Ruhender Verkehr ist eine Aktionsplastik auf dem Kölner Hohenzollernring, die 1969 von Wolf Vostell geschaffen wurde – sie besteht aus einem vollständig einbetonierten PKW, dessen Konturen grob vereinfacht erhalten blieben und ironisiert den „Ruhenden Verkehr“ im öffentlichen Straßenverkehr.

## Aufbau und Stationen der Plastik

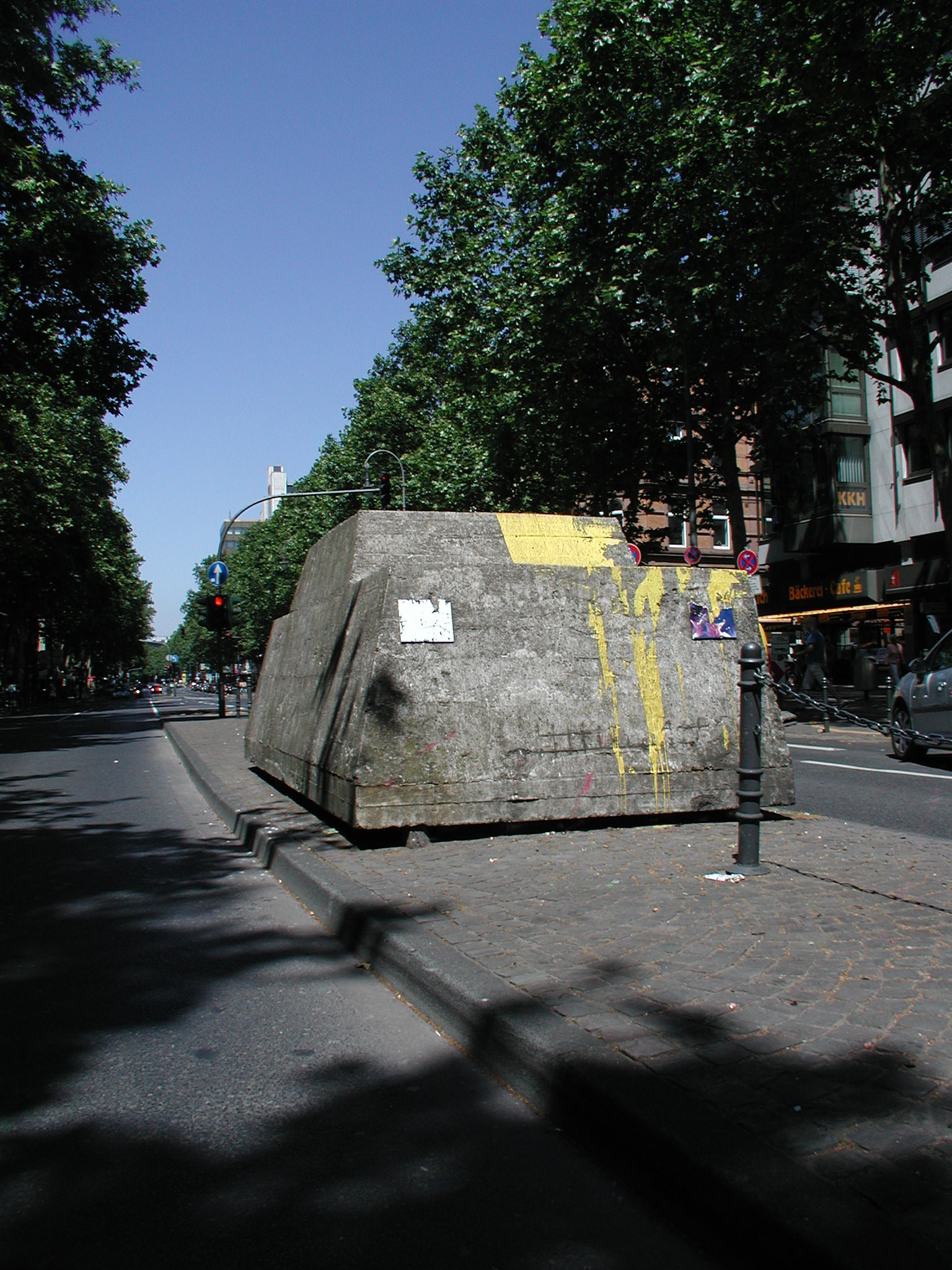
Blick von Süden

Wolf Vostell hatte seinen fahrtüchtigen Opel Kapitän (Modellbezeichnung: P 2,6 – Baujahr 1960), mit dem amtlichen Kennzeichen K-HM 175, auf der Domstraße in einer Parklücke vor der Kunstgalerie Art Intermedia verschalt und in Stahlbeton eingegossen. Die 15 Tonnen schwere Plastik steht seit 1989 auf dem Mittelstreifen des Hohenzollernrings, wo sie – entgegen der ursprünglichen Intention – keinen Parkplatz mehr belegt.

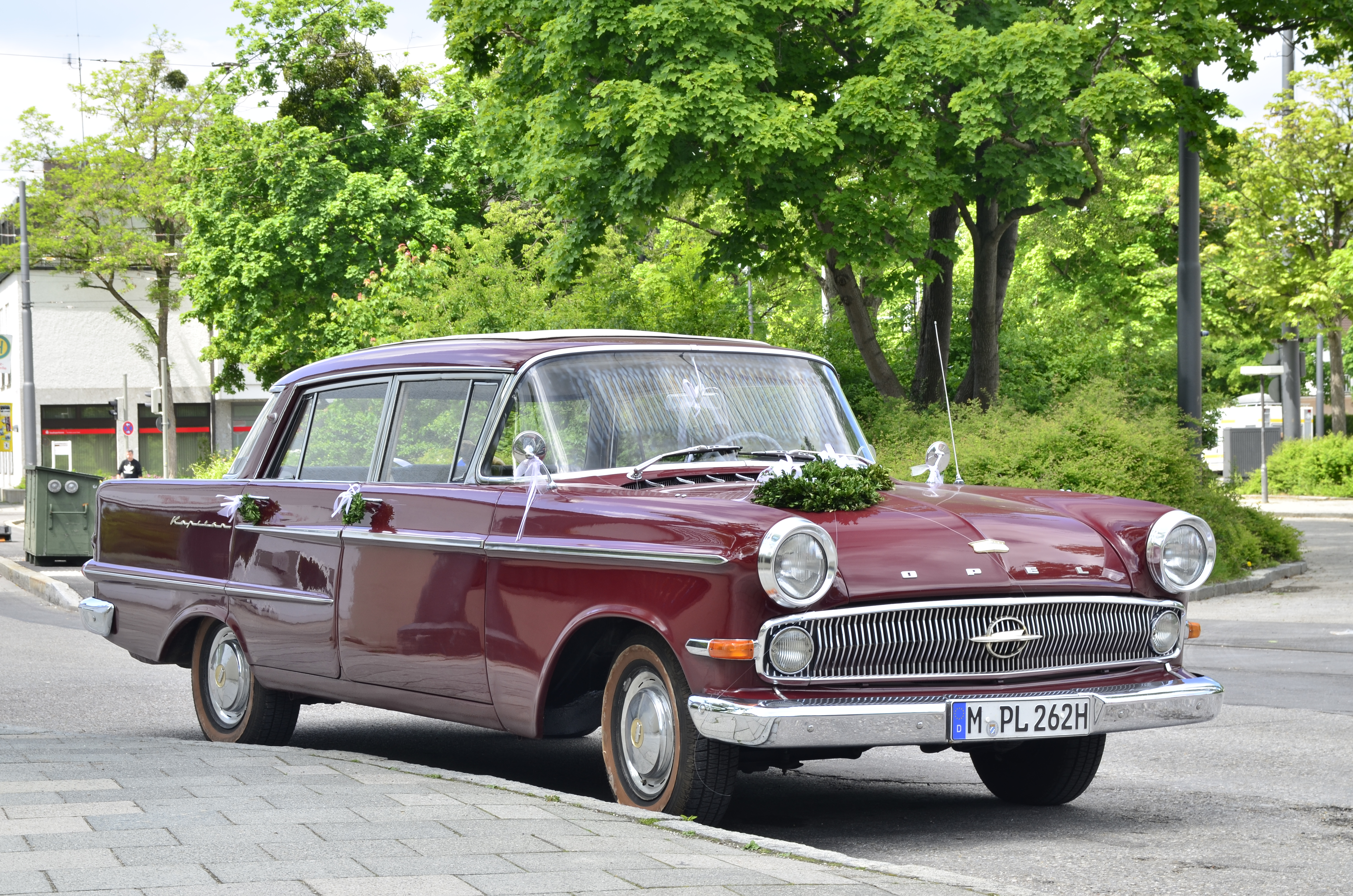
Ein Opel Kapitän P 2,6

Der Aufbau der Plastik erfolgte nach öffentlicher Ankündigung vom 2. Oktober 1969 bis zum 13. Oktober 1969. Zunächst wurde in einem ersten Betonguss eine Bodenplatte hergestellt. Darauf stellte Vostell zwei Tage später seinen Wagen ab, der dann mit Holz verschalt und mit Stahl bewehrt wurde. Am 6. Oktober erfolgte der zweite Betonguss. Schließlich stellte Vostell am 13. Oktober eine Parkuhr neben dem Wagen auf und entfernte die Schalung.
In den folgenden Jahren wurde die Plastik unter anderem vor dem Musée d’art moderne de la Ville de Paris (1974–1975) und vor der Berliner Neuen Nationalgalerie ausgestellt. Bis zu ihrem Umzug auf den Hohenzollernring stand sie vor der Kölner Kunsthalle am Josef-Haubrich-Hof.
An den Ruhenden Verkehr anknüpfend schuf Wolf Vostell 1970 die Plastik Concrete Traffic in Chicago. Ein in 20 cm Materialstärke einbetonierter Cadillac stand fünf Monate zwischen geparkten Fahrzeugen neben dem Museum of Contemporary Art, bevor er im Sculpture Garden der University of Chicago aufgestellt wurde und seit 2016 auf einer Parkfläche in einem öffentlichen Parkhaus auf dem Campus der University of Chicago steht.

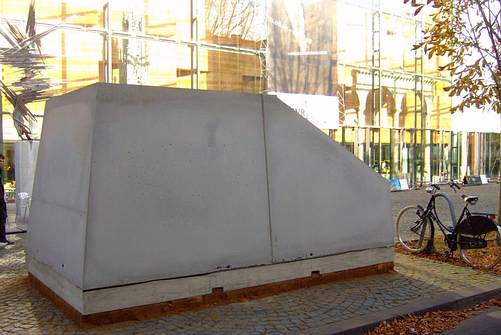
Cornel Wachter: Hommage „Ruhender Verkehr“ (Wolf Vostell)

Weitere Plastiken aus Fahrzeugen und Beton von Vostell stehen auf dem Berliner Rathenauplatz Zwei Beton-Cadillacs in Form der nackten Maja (1987) und im Museo Vostell Malpartida in Malpartida de Cáceres, Spanien VOAEX (1976).
Anlässlich des 75. Geburtstags von Wolf Vostell goss Cornel Wachter 2007 seinen A-Klasse-Mercedes in einen Mantel aus Beton. Das als Hommage an den 1998 verstorbenen Künstlerkollegen gedachte Werk steht vor dem Rheinischen Landesmuseum Bonn.
Zum fünfzigsten Jahrestag der Vollendung des Kunstwerks haben mehrere Künstler am 26. Januar 2019 eine Geburtstagsfeier veranstaltet mit Happenings, einer Videoinstallation, Sektempfang und einem Rundgang zu Kölner Orten, wo die Skulptur früher mal gestanden hatte. Ruhender Verkehr ist laut Kultursendung „Kompressor“ vom Deutschlandfunk Kultur „das bekannteste öffentliche Kunstwerk Kölns“. Gerne feiern am Denkmal auch Fußballfans und bringen den Verkehr zum Erliegen.
Für Herbst 2023 war eine Restaurierung des Kunstwerks und ein Umzug in eine Parklücke vor dem Kölnischen Kunstverein auf der Hahnenstraße geplant. Die Restaurierung wurde umgesetzt, die Versetzung blieb zunächst aus, da der neue Standort sich als zu eng erwies.

## Doppelkunstwerk
Am 17. März 1993 brachte der „Bananensprayer“ Thomas Baumgärtel auf der Plastik auf dunkelblauen Untergrund Hunderte seiner Sprühbananen auf, wodurch seiner Auffassung nach ein „Doppelkunstwerk“ entstand. Nach Protesten Vostells wurden die Bananen nach einiger Zeit wieder entfernt.

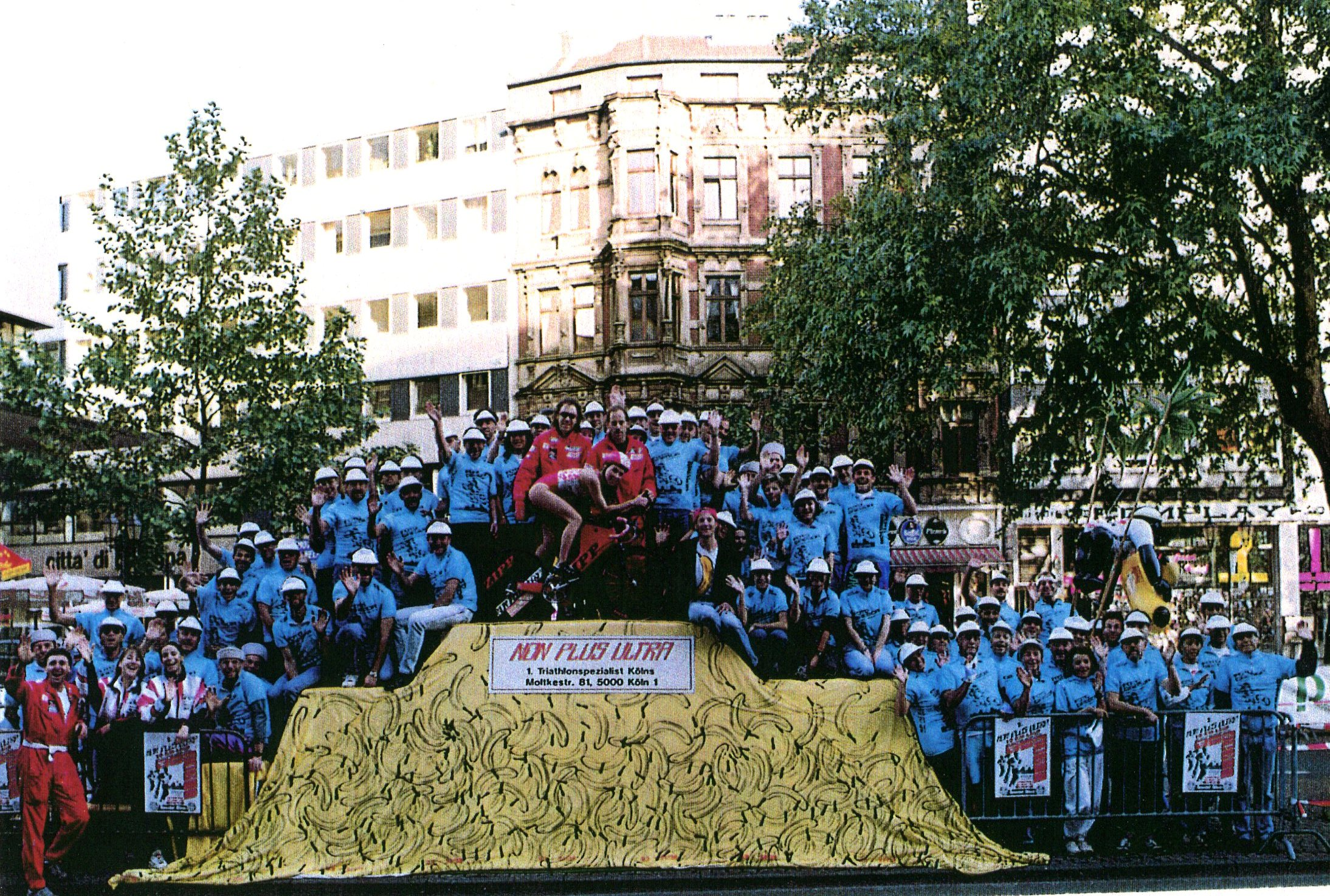
Kunst auf Kunst am 16. Mai 1993, anlässlich Rund um Köln, Blickrichtung Westen

Zum Radrennklassiker Rund um Köln am 16. Mai 1993 wurde ein 6 × 10 Meter großes, gelbes Stofftuch mit 3.333 schwarzen Graffiti-Bananen von Thomas Baumgärtel besprüht und über dem „ruhenden Verkehr“ drapiert. Die Installation „Kunst auf Kunst“ diente während des Radrennens im Start-Zielbereich als Podium für 22 Triathleten, die dort auf vier fixierten Trainings-Radrollen pedallierten. Diese Aktion wurde in den Jahren 1994 und 1995 an gleicher Stelle anlässlich der Folgeveranstaltungen Rund um Köln wiederholt. Danach wurden Plane (Werkverzeichnis-Nr. 93-34138) und Fotodokumente dem Historischen Archiv der Stadt Köln unter der Bestandsnummer 1545 gestiftet.